# Résolution 428 du Conseil de sécurité des Nations unies
Membres permanents
- Chine
- États-Unis
- France
- Royaume-Uni
- URSS

Membres non permanents
- Allemagne de l'Ouest
- Bolivie
- Canada
- Gabon
- Inde
- Koweït
- Mauritanie
- Nigéria
- Tchécoslovaquie
- Venezuela

Résolution no 427 Résolution no 429
La résolution 428 du Conseil de sécurité des Nations unies, adoptée à l'unanimité le 6 mai 1978, après avoir entendu les représentations de la république populaire d'Angola, de la Zambie et de l'Organisation du peuple du Sud-Ouest africain (SWAPO), a rappelé aux États membres de s'abstenir de recourir à la force ou de menacer de recourir à la force dans leurs relations internationales. Réitérant la résolution 387 (1976), la résolution condamne l'Afrique du Sud pour son invasion armée de l’Angola via le Sud-Ouest africain (Namibie).
La résolution 428 condamne ensuite la répression du peuple namibien par l’Afrique du Sud, ainsi que l'apartheid. Le Conseil de sécurité a réaffirmé que la libération du peuple namibien serait une condition préalable à l’instauration de la paix et de la sécurité en Afrique australe. La résolution a également félicité la république populaire d’Angola pour son soutien au peuple namibien.
Enfin, le Conseil a prévu que, si l’Angola était à nouveau attaqué, il n’hésiterait pas à adopter de nouvelles mesures contre l’Afrique du Sud, conformément au chapitre VII de la Charte des Nations unies.

## Voir également
- Liste des résolutions du Conseil de sécurité des Nations unies adoptées en 1978
- Guerre de la frontière sud-africaine
- L'Afrique du Sud sous l'apartheid
- Raid de Cassinga